# Odległość jasnościowa
Odległość jasnościowa (DL) i odległość kątowa – definicje odległości bazujące na fizycznych własnościach obiektów astronomicznych – na wysyłanym przez dany obiekt strumieniu promieniowania i na rozmiarach fizycznych obiektu. Odległość jasnościowa jest w ścisły sposób powiązana z odległością ruchu własnego, której bezpośrednio nie potrafimy zmierzyć, ale możemy za to obliczyć ją dla obiektu o poczerwienieniu z, dla zadanej stałej Hubble’a i składników Wszechświata Ωm0 i Ωλ0 w chwili obecnej t0. Odległość jasnościową od konkretnych obiektów potrafimy mierzyć, używając obiektów zwanych świecami standardowymi. Najbardziej spektakularny sukces osiągnięto używając do tego celu supernowych typu Ia w 1998 roku (grupa Saula Perlmuttera). Zmierzone odległości jasnościowe od supernowych pozwoliły wtedy na wyznaczenie składników Wszechświata Ωm0 i Ωλ0. Zaskakującym wynikiem badań było stwierdzenie niezerowości stałej kosmologicznej.
Relacje między odległością jasnościową, odległością kątową i innymi odległościami ze skal kosmologicznych, opisane są w haśle współrzędne współporuszające się.